# Banbueng Municipal Stadium
Das Banbueng Municipal Stadium (Thai สนามเทศบาลเมืองบ้านบึง) ist ein Mehrzweckstadion in Ban Bueng in der Provinz Chonburi, Thailand. Es wird hauptsächlich für Fußballspiele genutzt und war das Heimstadion von Banbueng United. Das Stadion hat eine Kapazität von 2000 Personen. Eigentümer und Betreiber des Stadions ist die Ban Bueng Municipality.

## Nutzer des Stadions
| Verein          | Zeitraum der Nutzung |
| --------------- | -------------------- |
| Banbueng United | 2016 bis 2017        |